# Fadet des laîches
Coenonympha oedippus
Espèce
Statut de conservation UICN

 NT  : Quasi menacé
Statut CITES
Le Fadet des laîches ou Œdipe (Coenonympha oedippus) est un lépidoptère (papillon) appartenant à la famille des Nymphalidae à la sous-famille des Satyrinae et au genre  Coenonympha.

## Dénomination
Coenonympha oedippus a été décrit par l'entomologiste danois Johan Christian Fabricius en 1787.
Synonymes : Papilio oedippus Fabricius, 1787; Papilio geticus Esper, 1794; Coenonympha annulifer Butler, 1877; Coenonympha hungarica Rebel, 1900,

### Noms vernaculaires
Le Fadet des laîches ou Œdipe se nomme False Ringlet en anglais, Moor-Wiesenvögelchen en allemand et Lindos ojos en espagnol.

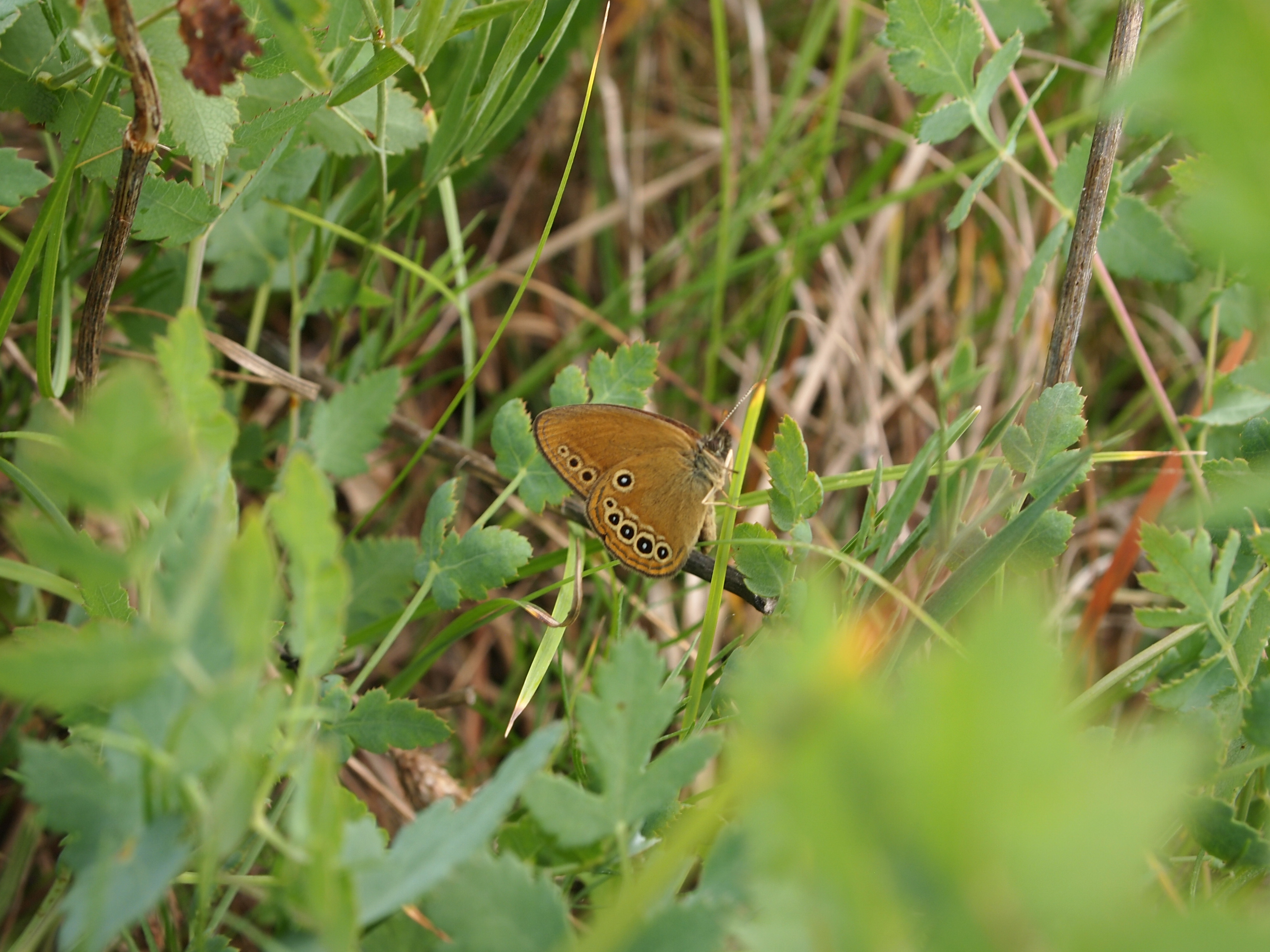
Revers du Fadet des laîches

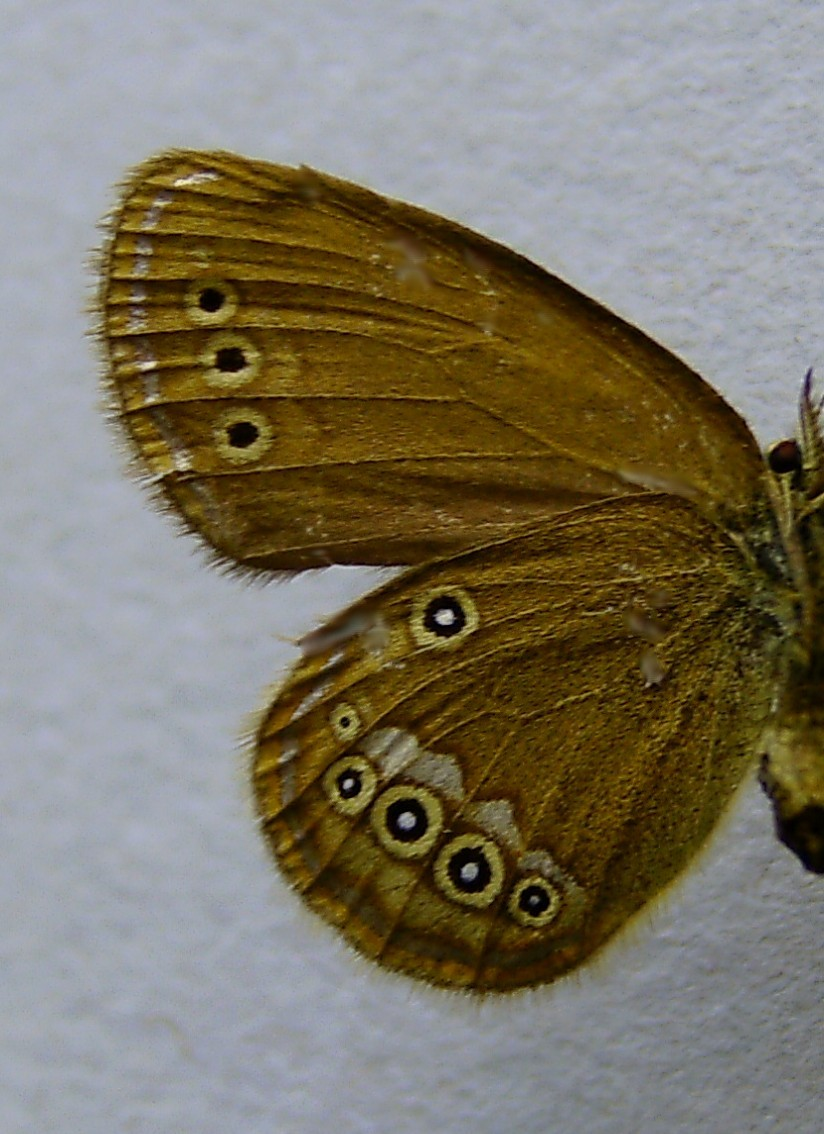
Coenonympha oedippus revers de la femelle

### Sous-espèces
- Coenonympha oedippus magna (Heyne, 1895)
- Coenonympha oedippus taibaica (Maurayama)[1].

## Description
Le Fadet des laîches est un petit papillon au dessus de couleur marron foncé avec en ligne postmarginale aux postérieures, chez le mâle des ocelles aveugles noirs peu visibles, chez la femelle de gros ocelles pupillés de clair et cernés de jaune.
Le revers, de couleur ocre foncé à bande argentée étroite antémarginale, présente des antérieures sans ornementation chez le mâle, avec une ligne d'ocelles pupillés de clair et cernés de jaune chez la femelle alors que les postérieures présentent chez les deux sexes une ligne d'ocelles pupillés de clair et cernés de jaune avec celui en e6 décalé vers la base et celui en e5 petit ou absent.

## Biologie

### Période de vol et hivernation
Il vole en une seule génération, de début juin à début août.

### Plantes hôtes
Ses plantes hôtes sont diverses poacées (graminées) Poa annua, Poa palustris, Poa pratensis, Phragmites communis, Carex, Iris pseudacorus, Lolium,.

## Écologie et distribution
Il est présent dans le centre de l'Europe, le Kazakhstan, le sud de la Sibérie et jusqu'en Corée et au Japon.
En Europe il est présent sous forme de petits isolats en France, Italie, Slovénie, Pologne et Albanie. Il est éteint en Belgique et n'a pas été observé depuis longtemps en Allemagne et en Bulgarie.
En France métropolitaine il est présent dans les départements de la façade atlantique, Loire-Atlantique, Vendée, Deux-Sèvres, Charente, Gironde et Landes, ainsi qu'en Maine-et-Loire, dans la Sarthe, en Loir-et-Cher, dans la Nièvre[réf. souhaitée] et dans l'Isère. Suivant d'autres sources il serait présent aussi en Savoie et Haute-Savoie

### Biotope
Il réside dans les prairies marécageuses.

### Protection
Le Fadet des laîches est inscrit sur la liste des insectes strictement protégés de l'annexe 2 de la Convention de Berne, sur la liste des insectes strictement protégés de l'annexe IV de la Directive Habitats du Conseil de l'Europe concernant la conservation des habitats naturels ainsi que de la faune et de la flore sauvages du 21 mai 1992.
En France le Fadet des laîches est inscrit sur la liste rouge des insectes de France métropolitaine (article 2 de l'arrêté du 23 avril 2007 fixant la liste des insectes protégés sur le territoire national),.

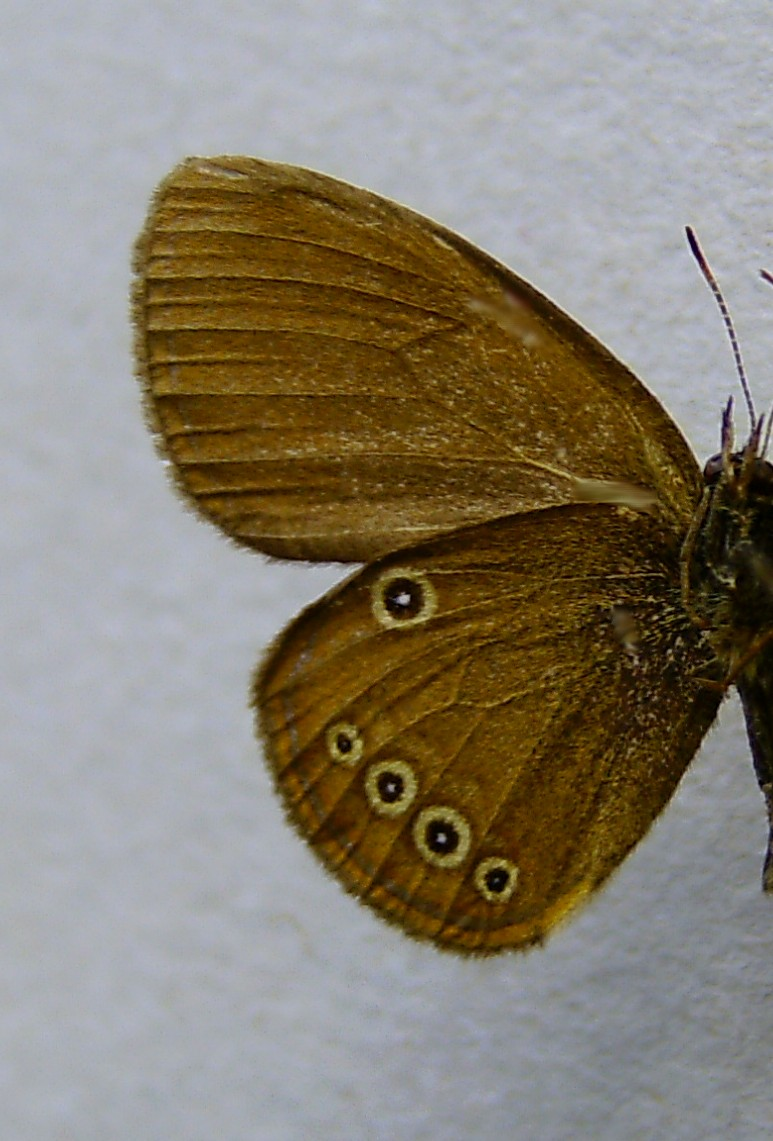
Coenonympha oedippus revers du mâle